# Simikot
Simikot (nepalski: सिमीकोट,  trl. Sīmikoṭ, trb. Simikot) – gaun wikas samiti w zachodniej części Nepalu w strefie Karnali w dystrykcie Humla. Według nepalskiego spisu powszechnego z 2011 roku liczył on 1249 gospodarstw domowych i 4341 mieszkańców (2052 kobiety i 2289 mężczyzn).